# Bira Dembélé
Bira Dembélé (Villepinte, 22 maart 1988) is een Franse voetballer (middenvelder) die sinds 2011 voor de Franse tweedeklasser CS Sedan uitkomt. Eerder speelde hij voor Stade Rennes, die hem in het seizoen 2009-2010 verhuurde aan US Boulogne.
Dembélé speelde sinds 2008 reeds vier wedstrijden voor de Frans voetbalelftal onder 21.